# Xã Stranger, Quận Leavenworth, Kansas
Xã Stranger (tiếng Anh: Stranger Township) là một xã thuộc quận Leavenworth, tiểu bang Kansas, Hoa Kỳ. Năm 2010, dân số của xã này là 4.363 người.